# Zygmunt Wnuk
Zygmunt Wnuk (ur. 13 sierpnia 1942 w Przedborzu, zm. 8 września 2016 we Krzydlinie Małej) – polski botanik, profesor nadzwyczajny Uniwersytetu Rzeszowskiego, inicjator utworzenia Przedborskiego Parku Krajobrazowego.

## Edukacja
Ukończył Liceum Ogólnokształcące w Przedborzu oraz studium nauczycielskie w Częstochowie a następnie podjął studia na Wydziale Biologii i Nauk o Ziemi Uniwersytetu Łódzkiego. W 1969 r. uzyskał tytuł magistra biologii w zakresie botaniki na podstawie pracy pt. Roślinność torfowiskowa i borowa Uroczyska Piskorzeniec.

## Praca zawodowa
W latach  1963-1964 pracował jako nauczyciel biologii i chemii w szkole podstawowej w Grodziszczu oraz liceum wieczorowym w Świdnicy Śląskiej.
W latach 1968-1983 pracował w Katedrze Systematyki i Geografii Roślin Uniwersytetu Łódzkiego początkowo na etacie naukowo technicznym (1968-1969), a następnie jako asystent (1969-1974) i adiunkt (1974-1983). W tym okresie uzyskał tytuł doktora na podstawie rozprawy pt. Zbiorowiska chwastów segetalnych Pasma Przedborsko-Małogoskiego i przyległych terenów napisanej pod kierunkiem Jakuba Mowszowicza (1974). Należał do łódzkiego oddziału Polskiego Towarzystwa Botanicznego.
W latach 1983-1993 pracował w  Akademii Rolniczej w Krakowie – Zamiejscowym Wydziale Ekonomiki Produkcji Obrotu Rolnego w Rzeszowie początkowo jako adiunkt, a następnie jako docent. W tym okresie uzyskał tytuł doktora habilitowanego podstawie pracy pt. Zbiorowiska segetalne Wyżyny Częstochowskiej na tle zbiorowisk segetalnych Polski (1989). Pełnił funkcję kierownika Pracowni Botaniki. Był założycielem i opiekunem Koła Naukowego Ochron Przyrody.
W latach 1993-2014 pracował w Wyższej Szkole Pedagogicznej w Rzeszowie i powołanym w jej miejsce (w 2001 r.) Uniwersytecie Rzeszowskim jako profesor nadzwyczajny. Pełnił funkcję kierownika Zakładu Turystyki i Ochrony Przyrody Instytutu Wychowania Fizycznego i Zdrowotnego. W latach 2005-2008 był prodziekanem Wydziału Wychowania Fizycznego Uniwersytetu Rzeszowskiego. Pełnił rolę opiekuna kola naukowego. Przeszedł na emeryturę w 2014 r.

## Dorobek naukowy
Zainteresowania naukowe Zygmunta Wnuka obejmowały florystykę, fitosocjologię, fitogeografię, geobotanikę oraz ekologię roślin ze szczególnym uwzględnieniem fitocenoz segetalnych oraz ochrony przyrody i wpływu turystyki na ekosystemy obszarów chronionych.  Dokumentacje projektowe, które powstały w wyniku prac naukowo-badawczych Zygmunta Wnuka pozwoliły na utworzenie rezerwatów przyrody:"Piskorzeniec", "Murawy Dobromierskie"”, „Czarna Rózga”, „Diabla Góra”, „Ewelinów”, „Góra Chełm”, „Szwajcaria Ropczycka”, „Stubno”, „Mójka” i „Wilcze”. Badania przyczyniły się do powstania parków krajobrazowych: Przedborskiego, Sulejowskiego, Spalskiego i Czarnorzecko-Strzyżowskiego. Łącznie był autorem lub współautorem 214 publikacji.

## Działalność społeczna
W latach 1968-1990 należał do PZPR. Ponadto był członkiem licznych stowarzyszeń naukowych i społecznych m. in.:
- Polskiego Towarzystwa Botanicznego,
- Polskiego Towarzystwa Herbologicznego,
- Ligi Ochrony Przyrody,
- Towarzystwa Przyjaciół Rzeszowa,
- Towarzystwa Miłośników Przedborza.

Działał w organach opiniodawczo-doradczych z obszaru ochrony przyrody. W latach 1986-1994 należał do Komisji Ochrony Krajobrazu Państwowej Rady Ochrony Przyrody. W 1994 r. zgłosił projekt utworzenia obszaru funkcjonalnego "Zielone Karpaty".

## Działalność na rzecz Przedborza i Przedborskiego Parku Krajobrazowego
Zygmunt Wnuk był pomysłodawcą utworzenia Przedborskiego Parku Krajobrazowego. Należał do zespołu tworzącego park a następnie do Rady Zespołu Nadpilicznych Parków Krajobrazowych. Obszarowi Przedborza i Przedborskiego Parku Krajobrazowego poświęcił liczne prace naukowe oraz popularnonaukowe o charakterze przewodników turystycznych, m.in.:
- Przedborski Park Krajobrazowy (1998)
- Ścieżka przyrodniczo-historyczna w Przedborzu (1998)
- Przewodnik przyrodniczo-krajoznawczy Dolina Pilicy – województwo łódzkie (współautorstwo, 2003)
- Ścieżka przyrodniczo-historyczna im. prof. dr. hab. Jakuba Mowszowicza w Przedborzu nad Pilicą (2003)

Należał do Towarzystwa Miłośników Przedborza, w którym przez pewien okres (od 2008 r.) pełnił funkcję prezesa.

## Odznaczenia
- Medal 40-lecia Polski Ludowej (1984)
- Brązowy Krzyż Zasługi (1979)
- Złoty Krzyż Zasługi (1998)
- Złota Odznaka Honorowa Towarzystwa im. Marii Konopnickiej (2002)
- Krzyż Kawalerski Orderu Odrodzenia Polski (2003)[7][2]

## Upamiętnienie
W 2023 r. imieniem Zygmunta Wnuka nazwano park miejski w Przedborzu i odsłonięto poświęconą mu ławkę pamiątkową.